# نوبیبر (کالیفرنیا)
نوبیبر (به انگلیسی: Nubieber) یک منطقهٔ مسکونی در ایالات متحده آمریکا است که در شهرستان لاسن، کالیفرنیا واقع شده‌است. نوبیبر ۱٫۹۵۸ کیلومتر مربع مساحت و ۵۰ نفر جمعیت دارد و ۱٬۲۵۶ متر بالاتر از سطح دریا واقع شده‌است.